# Eutelia gabriela
Eutelia gabriela là một loài bướm đêm trong họ Noctuidae.